# Agnéby

Poloha regionu Agnéby na mapě Pobřeží slonoviny

Agnéby byl jeden z regionů republiky Pobřeží slonoviny, který existoval do roku 2011. Jeho rozloha činila 9 080 km², v roce 2002 zde žilo 720 000 obyvatel. Hlavní město tohoto regionu je Agboville. V roce 2011 byl sloučen s regionem Lagunes do distriktu Lagunes.